# 第38屆金酸莓獎
第38屆金酸莓獎（英語：38th Golden Raspberry Awards）是於2017年頒發給表現最差的電影工作者。入圍名單於2018年1月22日公佈，獲獎者於同年3月3日公佈。
提名公告後，該組織收到觀眾和評論家的反彈，獲得三項提名電影《母親！》及演員珍妮佛·勞倫斯，被認為是今年最好的電影作品，也是她職業生涯中最好的作品之一。

## 入圍及得獎名單

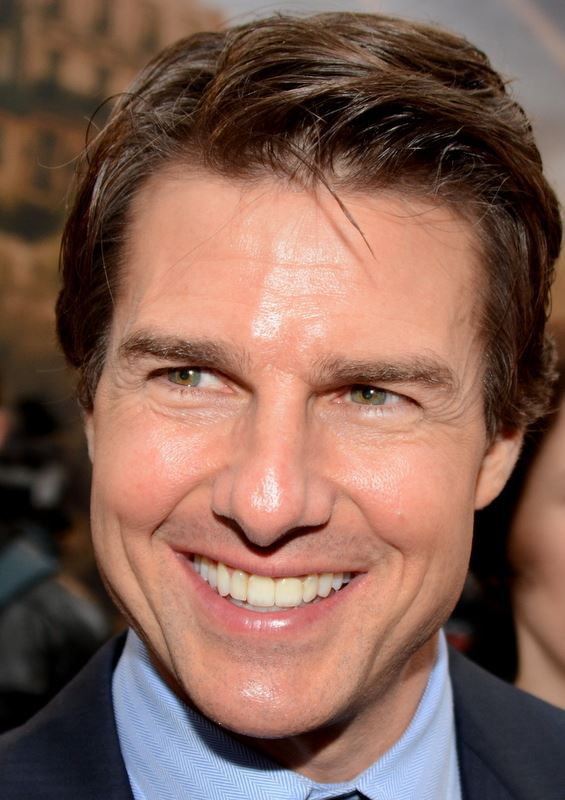
湯姆·克魯斯，最差男主角得主。

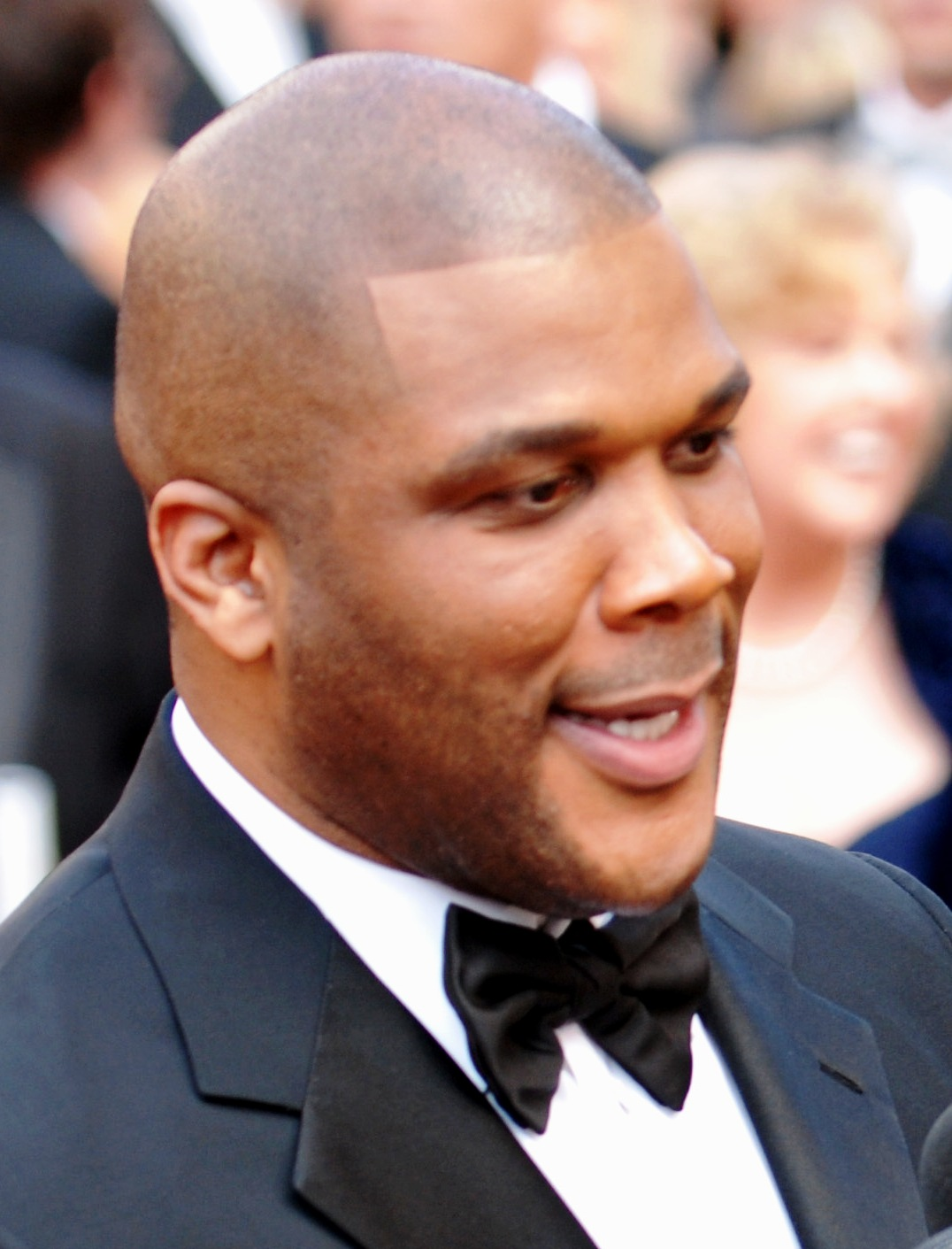
泰勒·派瑞，最差女主角得主。

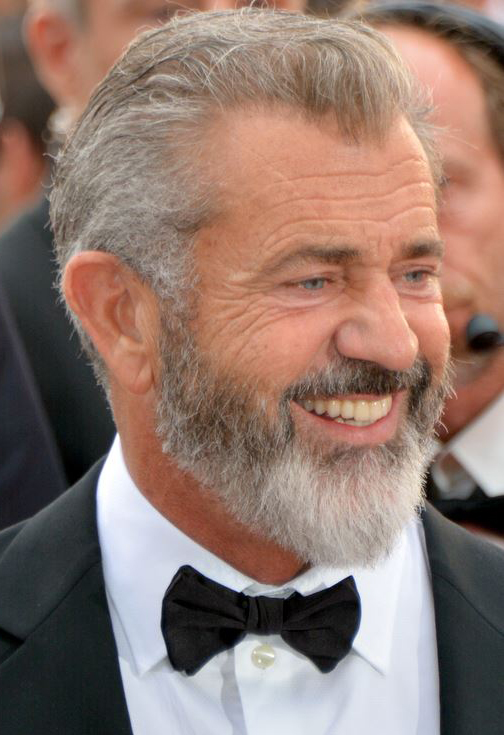
梅爾·吉勃遜，最差男配角得主。

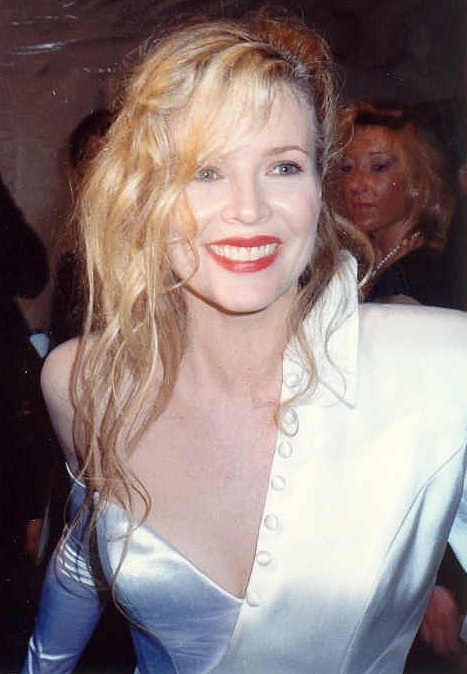
金·貝辛格，最差女配角得主。

| 最差电影 - 《表情符號電影》 - 《海灘救護隊》 - 《格雷的五十道陰影：束縛》 - 《神鬼傳奇》 - 《變形金剛5：最終騎士》 | 最差导演 - 東尼·李迪斯－《表情符號電影》 - 戴倫·艾洛諾夫斯基－《母親！》 - 詹姆斯·佛利－《格雷的五十道陰影：束縛》 - 艾力克斯·寇茲曼－《神鬼傳奇》 - 麥可·貝－《變形金剛5：最終騎士》 |
| 最差男主角 - 湯姆·克魯斯－《神鬼傳奇》 - 強尼·戴普－《加勒比海盗5：死无对证》 - 傑米·道南－《格雷的五十道陰影：束縛》 - 柴克·艾弗隆－《海灘救護隊》 - 馬克·華柏格－《家有兩個爸x2》和《變形金剛5：最終騎士》 | 最差女主角 - 泰勒·派瑞－《梅迪亞萬聖節2》 - 凱瑟琳·海格－《妳給我記住》 - 達珂塔·強生－《格雷的五十道陰影：束縛》 - 珍妮佛·勞倫斯－《母親！》 - 艾瑪·華森－《直播風暴》               |
| 最差男配角 - 梅爾·吉勃遜－《家有兩個爸x2》 - 哈維爾·巴登－《母親！》和《加勒比海盗5：死无对证》 - 羅素·克洛－《神鬼傳奇》 - 喬許·杜哈莫－《變形金剛5：最終騎士》 - 安東尼·霍普金斯－《偷天劫車手》和《變形金剛5：最終騎士》 | 最差女配角 - 金·貝辛格－《格雷的五十道陰影：束縛》 - 蘇菲亞·波提拉－《神鬼傳奇》 - 蘿拉·哈德克－《變形金剛5：最終騎士》 - 歌蒂·韓－《搶救千金》 - 蘇珊·莎蘭登－《阿姐響叮噹》         |
| 最差搭檔 - 任意兩個令人討厭的表情符號－《表情符號電影》 - 任意兩名角色、兩個性玩具或兩個性體位組合－《格雷的五十道陰影：束縛》 - 任意兩名人類、兩個機器人或兩個爆炸組合－《變形金剛5：最終騎士》 - 強尼·戴普和他老套的醉樣－《加勒比海盗5：死无对证》 - 泰勒·派瑞、老套的舊衣服或老套的假髮－《梅迪亞萬聖節2》                                                                                | 最差前傳、重拍、惡搞及續集電影 - 《格雷的五十道陰影：束縛》 - 《海灘救護隊》 - 《梅迪亞萬聖節2》 - 《神鬼傳奇》 - 《變形金剛5：最終騎士》                                             |
| 最差劇本 - 《表情符號電影》－東尼·李迪斯、艾瑞克·西格爾和麥克·懷特 - 《海灘救護隊》－丹米安·薛諾、馬克·斯威夫特、傑·謝里克、大衛·羅恩、托馬斯·列儂和羅伯特·班·格蘭特 - 《格雷的五十道陰影：束縛》－尼爾·倫納德 - 《神鬼傳奇》－大衛·柯普、克里斯多福·麥奎里、狄倫·庫斯曼、強·史派茲、艾力克斯·寇茲曼和珍妮·盧米特 - 《變形金剛5：最終騎士》－艾特·馬柯姆、麥特·霍洛威、肯·諾蘭和阿奇瓦·高斯曼 | 你最愛的金酸莓提名爛片 - 《海灘救護隊》 - 《表情符號電影》 - 《格雷的五十道陰影：束縛》 - 《神鬼傳奇》 - 《變形金剛5：最終騎士》                                                      |
| 巴里·邦斯德奖 （票房惨烈的大制作） - 《加州公路巡警》 | 最佳赎莓奖 - 「一個安全的好萊塢避風港，人才受到保護、滋養並獲得適當補償而蓬勃發展。」                                                                                                 |

## 電影多項提名
| 提名數 | 作品                       |
| ------ | -------------------------- |
| 9      | 《變形金剛5：最終騎士》    |
| 8      | 《格雷的五十道陰影：束縛》 |
| 7      | 《神鬼傳奇》               |
| 4      | 《海灘救護隊》             |
| 4      | 《表情符號電影》           |
| 3      | 《梅迪亞萬聖節2》          |
| 3      | 《母親！》                 |
| 3      | 《加勒比海盗5：死无对证》  |
| 2      | 《家有兩個爸x2》           |

## 電影多項獲獎
| 提名數 | 作品                       |
| ------ | -------------------------- |
| 4      | 《表情符號電影》           |
| 2      | 《格雷的五十道陰影：束縛》 |

## 提名電影票房表現
| 電影                       | 預算         | 票房         | 淨賺         | 爛番茄       | Metacritic | 參考                        |
| -------------------------- | ------------ | ------------ | ------------ | ------------ | ---------- | --------------------------- |
| 《阿姐響叮噹》             | $28,000,000  | $130,560,428 | $102,560,428 | 29% (4.5/10) | 42/100     | [ 7 ] [ 8 ] [ 9 ]           |
| 《海灘救護隊》             | $69,000,000  | $177,856,751 | $108,856,751 | 18% (4/10)   | 37/100     | [ 10 ] [ 11 ] [ 12 ]        |
| 《梅迪亞萬聖節2》          | $25,000,000  | $48,333,932  | $23,333,932  | 6% (2.9/10)  | 17/100     | [ 13 ] [ 14 ] [ 15 ]        |
| 《直播風暴》               | $18,000,000  | $40,651,864  | $22,651,864  | 16% (4.3/10) | 43/100     | [ 16 ] [ 17 ] [ 18 ] [ 19 ] |
| 《偷天劫車手》             | $21,500,000  | $4,811,525   | -$16,688,475 | 23% (3.9/10) | 33/100     | [ 20 ] [ 21 ] [ 22 ]        |
| 《家有兩個爸x2》           | $69,000,000  | $179,892,434 | $110,892,434 | 19% (3.8/10) | 30/100     | [ 23 ] [ 24 ] [ 25 ]        |
| 《表情符號電影》           | $50,000,000  | $216,999,423 | $166,999,423 | 9% (2.7/10)  | 12/100     | [ 26 ] [ 27 ] [ 28 ]        |
| 《格雷的五十道陰影：束縛》 | $55,000,000  | $381,128,783 | $326,128,783 | 10% (3.3/10) | 33/100     | [ 29 ] [ 30 ] [ 31 ]        |
| 《母親！》                 | $30,000,000  | $44,516,999  | $14,516,999  | 69% (6.8/10) | 75/100     | [ 32 ] [ 33 ] [ 34 ]        |
| 《神鬼傳奇》               | $125,000,000 | $409,231,607 | $284,231,607 | 16% (4.2/10) | 34/100     | [ 35 ] [ 36 ] [ 37 ]        |
| 《加勒比海盗5：死无对证》  | $230,000,000 | $794,861,794 | $564,861,794 | 30% (4.7/10) | 39/100     | [ 38 ] [ 39 ] [ 40 ]        |
| 《搶救千金》               | $40,000,000  | $60,845,711  | $20,845,711  | 36% (5.1/10) | 45/100     | [ 41 ] [ 42 ] [ 43 ]        |
| 《變形金剛5：最終騎士》    | $217,000,000 | $605,425,157 | $388,425,157 | 16% (3.3/10) | 27/100     | [ 44 ] [ 45 ] [ 46 ]        |
| 《妳給我記住》             | $12,000,000  | $17,768,012  | $5,768,012   | 26% (4/10)   | 45/100     | [ 47 ] [ 48 ] [ 49 ]        |

## 外部連結
- 官方网站